# 林明辰
林 明辰（はやし あきたつ、1982年6月5日 - ）は、形成外科・リンパ外科を専門とする日本人医師。現在、亀田総合病院、亀田京橋クリニック、渋谷サクラステージクリニック 、東京リンパ浮腫手術センターにて主にリンパ浮腫の診察・治療を行っている。
リンパ浮腫手術におけるリンパ管イメージングの世界的第一人者。カリフォルニア大学や南カリフォルニア大学 形成外科などで客員教授を務める。

## 略歴
2010年3月 順天堂大学医学部卒業、東京大学医学部附属病院形成外科医員、国保旭中央病院形成外科 主任医員、Lymfecentrum,AZ Sint-Maarten Hospital Department of lymphatic surgery（ベルギー）Medical instructorを経て、2018年2月 亀田総合病院乳腺センター リンパ外科医師として着任。2019年4月より同センター医長を務める。2020年4月より同リンパ浮腫センター長に就任。2024年４月より同特任センター長、渋谷サクラステージクリニック院長に就任、現在に至る。その他に、東京リンパ浮腫手術センターにて外来や手術指導を行っている。

## リンパ浮腫治療
2017年、リンパ浮腫手術における検査法として、高周波超音波を利用して術前にリンパ管の状態を診断する世界初の方法を確立・発表した。また2020年に、OCT（Optical Coherence Tomography: 光干渉断層撮影）顕微鏡を用いたリンパ浮腫手術を世界で初めて発表。これらの技術により、リンパ浮腫の検査や手術における造影剤の使用頻度低減を実現し、体への負担を大きく軽減することが可能となった。より効率的な手術が可能となり、効果的な術後成績を期待できることから、これらの方法は世界中で広がりつつある。この技術を伝えるべく、国内外問わず学会での研究発表・招待講演・招聘手術を積極的に行っている。現在、国内外で年間約300件の手術を執刀し、年間約1500件の複合的理学療法に携わっている。
2017年9月、バルセロナで開かれた世界リンパ学会にてJournal of Surgical Oncology誌に掲載された内容を発表し外科治療部門で1位に選出されている。
2019年1月、最新の超高周波超音波(48-70MHz)を用いたリンパ管の同定法についての論文がPRS Global Openにて正式に公開された。
2020年10月、最新のOCT顕微鏡を用いたリンパ浮腫手術についての論文がJournal of Reconstructive Microsurgeryにて正式に公開された。

### 海外招聘手術
招聘手術で訪問した国は韓国、中国、台湾、タイ、ベルギー、イタリア、フランス、チリなど。

### Visiting Professor
Asan Medical Center, Korea  (6th Nov, 2019)
Buncke Clinic, USA (13th May, 2020)
Kaohsiung Chang Gung Memorial hospital, Taiwan (4th Aug, 2021)
Putian Univ. hospital, China (28th Sep,  2023)
Pontificia universidad catolica de chile , Chile(30th Nov, 2023)
University of California Davis, USA (18th Mar, 2025)
University of Southern California, USA (21st Mar, 2025)

### 研究・論文
林 明辰 公式サイト-論文リスト

## 所属学会
- 日本形成外科学会
- 日本リンパ学会
- 国際リンパ学会
- 国際リンパ浮腫フレームワーク・ジャパン研究協議会（理事）
- 日本乳癌学会
- 日本静脈学会
- 日本超音波医学会
- 日本乳房オンコプラスティックサージャリー学会[6]